# Hustler
Hustler («Хастлер») — ежемесячный порнографический журнал для мужчин, издающийся в США. Первый номер выпущен в 1974 году Ларри Флинтом. Изданием журнала занимается издательский дом Larry Flynt Publications, деятельность которого простирается на многие области медиабизнеса для взрослых. «Хастлер» является самым успешным журналом в истории порнографической индустрии. Максимальный тираж достигал 3 миллионов экземпляров, но с тех пор сократился до 500 000. Hustler публикует откровенные фотографии женских гениталий, в отличие, например, от журнала Playboy.

## Описание
Hustler был впервые опубликован в 1974 году. Это был шаг вперёд по сравнению с «Бюллетень Hustler» и для «Hustler „Человек Сегодня“», которая была дешёвой рекламой для Флинта в стрип-клубе, которым он владел.
Майк Фолдес стал управляющим, а затем и исполнительным редактором, он помог разработать формат журнала и написал несколько статей для Флинта, прежде чем тот ушёл из журнала в ноябре 1975 года работать в журнал High Times в Нью-Йорке.
Штаб-квартира Hustler на тот момент находилась в офисе, расположенном над клубом Hustler на Гэй-стрит, в двух кварталах от здания законодательного собрания штата Огайо. Тираж журнала рос сначала медленно, перейдя рубеж в один миллион экземпляров только после публикаций фотографий обнаженной Джеки Онассис, осенью 1975 года. Это помогло захватить треть американского рынка порнографических журналов. Журнал достиг пика с тиражом около 3 млн экземпляров. Текущий тираж не превышает 500 000. Штаб-квартира находится в Беверли-Хиллз, штат Калифорния.
Империя Hustler в настоящее время включает: Hustler видео, Hustler казино (в Гардена, штат Калифорния), сеть секс-шопов Голливуд Hustler, Hustler телевидение и клубы Hustler, сеть стриптиз-клубов.

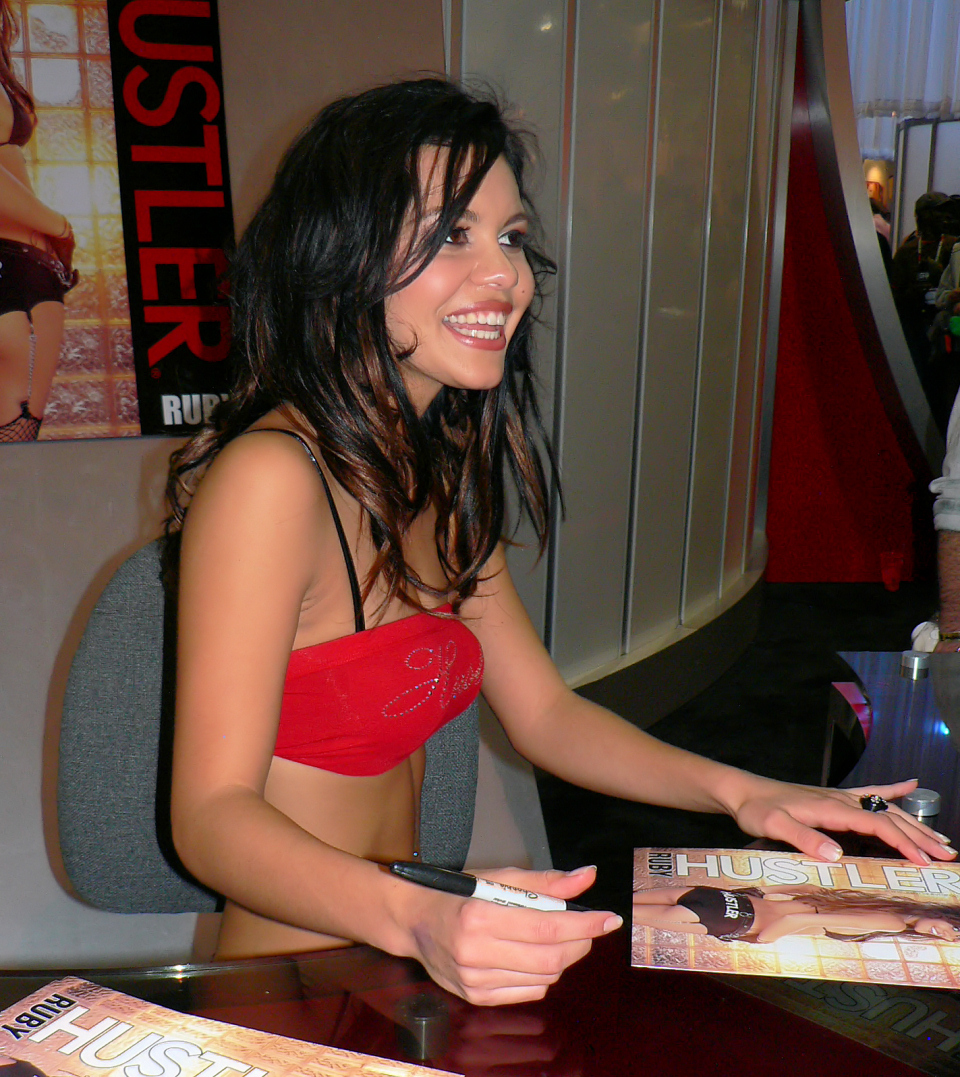
Модель журнала «Хастлер» Руби Нокс, AVN Adult Entertainment Expo (2006)

## Политическая позиция
Hustler давно публикует статьи в области экономики, внешней политики и социальных вопросов. Это отличает его от других порнографических журналов, которые в целом охватывают прогрессивные идеи о свободе слова и моральные проблемы, но по-прежнему консервативен, журнал борется за свободу, но нейтрален по другим вопросам, таким как экономика. На протяжении 1980-х годов Флинт использовал свой журнал в качестве трибуны для нападения на Рейгана, его администрацию и религиозных деятелей. В ходе полемики вокруг Билла Клинтона и его импичмента Флинт публично объявил о своей симпатии к Клинтону и предложил денежную награду кому-либо за информацию о сексуальных непристойностях со стороны президентских критиков. В 2003 году Флинт безуспешно баллотировался на пост губернатора Калифорнии.
В 2008, во время президентских выборов, Флинт снял порнографический фильм с изображением губернатора Аляски Сары Пейлин. Фильм, озаглавленный «Кто такая Нейли Пейлин» (в оригинале — «Who’s Nailin’ Paylin?», буквально «Кто долбит Пейлин»), был выпущен 4 ноября 2008.
Канадский вариант Hustler публикуется в Квебеке. Этот журнал не принадлежит Ларри Флинту, но имеет право публиковать материалы из американской версии. В целом канадский Hustler имитирует внешний вид и тон американского варианта, но с канадским содержанием. В 1999 году журнал вызвал скандал в Канаде, предложив читателям представить сексуально откровенные рассказы о Шейле Коппс, члене Либерального кабинета.

## Конфликты
В полувековой истории журнала было несколько шумных судебных разбирательств. В одном из них, где истцом выступал штат Джорджия (традиционно очень консервативный) — острую общественную полемику вызвал список антиобщественных (по мнению истца) поступков «Хастлера», к которым были причислены не только «изображение насилия», «изображение половых извращений», «пропаганда садизма»,  «пропаганда педофилии», но и «изображение межрасового полового совокупления». Это обвинение, мельком упомянутое в глубине 60-страничного документа, в свою очередь, вызвало негодование американских левых и радикальных кругов, которые как раз в те годы (1980-е) начали продвигать идею противостояния расизму и поощрения межрасовых половых связей среди юношества.